# 朱广生
朱广生（1963年1月—），中国航天科技集团公司一院研究员，中国运载火箭技术研究院型号总设计师，中国工程院院士。

## 生平
1989年毕业于国防科技大学研究生院航天技术系空气动力学专业，获硕士学位。